# Acianthera yauaperyensis
Acianthera yauaperyensis  es una especie de orquídea. Es originaria de Brasil donde se encuentra en la Amazonia.

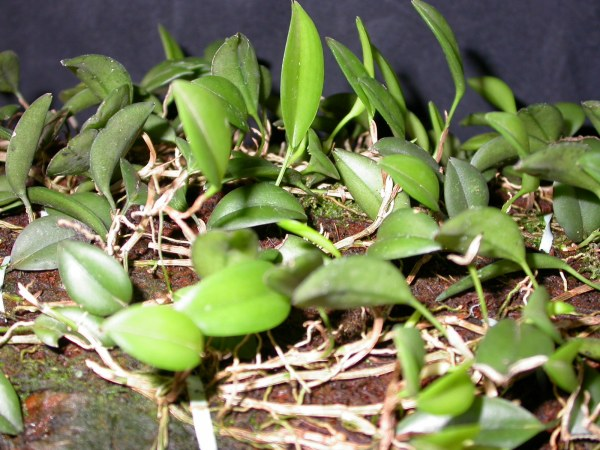
Vista de la planta

## Descripción
Es una orquídea rastrera de pequeño tamaño que prefiere el clima cálido, tiene hábito de epifita o litofita con tallos erectos a suberectos envueltos por dos delgadas vainas tubulares y portando una  única hoja elíptica, apical, erecta, coriácea, a ampliamente elípticas, obtusa, cuneadas abajo en la base peciolada a menudo por debajo de las hojas de color púrpura que florecen en una inflorescencia erecta a arqueada, subflexuosa, con  sucesivamente muchas flores.

## Distribución y hábitat
Se encuentra en Trinidad y Tobago, Venezuela, Guyana, Guayana Francesa, Surinam y el norte de Brasil en las selvas tropicales en altitudes de 100 a 1000 metros. 

## Taxonomía
Acianthera yauaperyensis fue descrita por (Barb.Rodr.) Pridgeon & M.W.Chase y publicado en Lindleyana 16(4): 247. 2001.
Etimología
Acianthera: nombre genérico que es una referencia a la posición de las anteras de algunas de sus especies.
yauaperyensis: epíteto
Sinonimia
- Pleurothallis yauaperyensis Barb.Rodr. (1891) (Basionym)
- Pleurothallis consimilis Ames (1922)
- Acianthera consimilis (Ames) Pridgeon & M.W. Chase (2001)[4][5]